# Lawrence Watt Evans
Lawrence Watt Evans (ur. 1954 w Arlington w stanie Massachusetts) – amerykański autor fantasy, mieszka w Waszyngtonie. Od 1980 roku trudni się wyłącznie pisarstwem. Publikuje pod różnymi pseudonimami – Lawrence Watt-Evans, Nathan Archer.

## Twórczość

### Powieści

#### The Lords of Dûs
- Bazyliszek (The Lure of the Basilisk, 1980) – w Polsce w 1992 roku
- Ołtarze Dusarry (The Seven Altars of Dûsarra, 1981) – w Polsce w 1993 roku
- The Sword of Bheleu (1982)
- The Book of Silence (1984)

#### The Worlds of Shadow
- Out of This World (1993)
- In the Empire of Shadow (1995)
- The Reign of the Brown Magician (1996)

#### The Obsidian Chronicles
- Dragon Weather (1999)
- The Dragon Society (2001)
- Dragon Venom (2003)

#### The Legends of Ethshar
- Niedoczarowany miecz (The Misenchanted Sword, 1985) – w Polsce w 2001 roku
- Jednym zaklęciem (With a Single Spell, 1987) – w Polsce w 1991 roku
- Wódz mimo woli (The Unwilling Warlord, 1989) – w Polsce w 2002 roku
- The Blood of a Dragon (1991)
- Taking Flight (book)|Taking Flight (1993)
- The Spell of the Black Dagger (1993)
- Night of Madness (2000)
- Ithanalin's Restoration (2002)
- The Spriggan Mirror (2006)
- The Vondish Ambassador (2007)
- The Unwelcome Warlock (2012)
- The Sorcerer's Widow (2013)
- Relics of War (2014)
- Stone Unturned (2018)

#### The War Surplus
- The Cyborg and the Sorcerers (1982)
- The Wizard and the War Machine (1987)

#### The Annals of the Chosen
- The Wizard Lord (2006)
- The Ninth Talisman (2007)
- The Summer Palace (2008)

#### seriaStar Trek
- Voyager:  Ragnarok (pod pseudonimem Nathan Archer) (1995)
- Deep Space Nine:  Valhalla (pod pseudonimem Nathan Archer) (1995)

#### Książki z gatunku horror
- The Nightmare People (1990)

#### Inne książki z gatunku sci-fi
- The Chromosomal Code (1984)
- Shining Steel (1986)
- Denner's Wreck (1988)
- Nightside City (1989)
- The Spartacus File (wraz z Carl Parlagreco) (2005)
- Spider-Man: Goblin Moon (pod pseudonimem Nathan Archer, wraz z Kurtem Busiek) (1999)
- Mars Attacks:  Martian Deathtrap (pod pseudonimem Nathan Archer) (1996)
- Predator: 
  - Cold War (pod pseudonimem Nathan Archer) (1997)
  - Concrete Jungle (pod pseudonimem Nathan Archer) (1995)

#### Inne książki z gatunku fantasy
- The Rebirth of Wonder (1992)
- Split Heirs (wraz z Esther Friesner(inne języki)) (1993)
- Touched by the Gods (1997)

### Opowiadania
Lawrence Watt Evans jest autorem więcej niż setki krótkich opowiadań, między innymi "Why I Left Harry's All-Night Hamburgers" ("No i rzuciłem robotę u Harry’ego" tł. Ewa Bellert-Michalak, Fenix 1992 nr 2), za które uzyskał nagrodę Hugo za najlepszą krótką formę literacką 1988 roku.

#### Zbiory opowiadań
- Crosstime Traffic (1992)
- Celestial Debris (2002)

#### Antologie
- Newer York (1991)